# Leuckartiara abyssi
Leuckartiara abyssi är en nässeldjursart som först beskrevs av Sars 1874.  Leuckartiara abyssi ingår i släktet Leuckartiara och familjen Pandeidae. Arten är reproducerande i Sverige. Inga underarter finns listade i Catalogue of Life.